# Телятевские

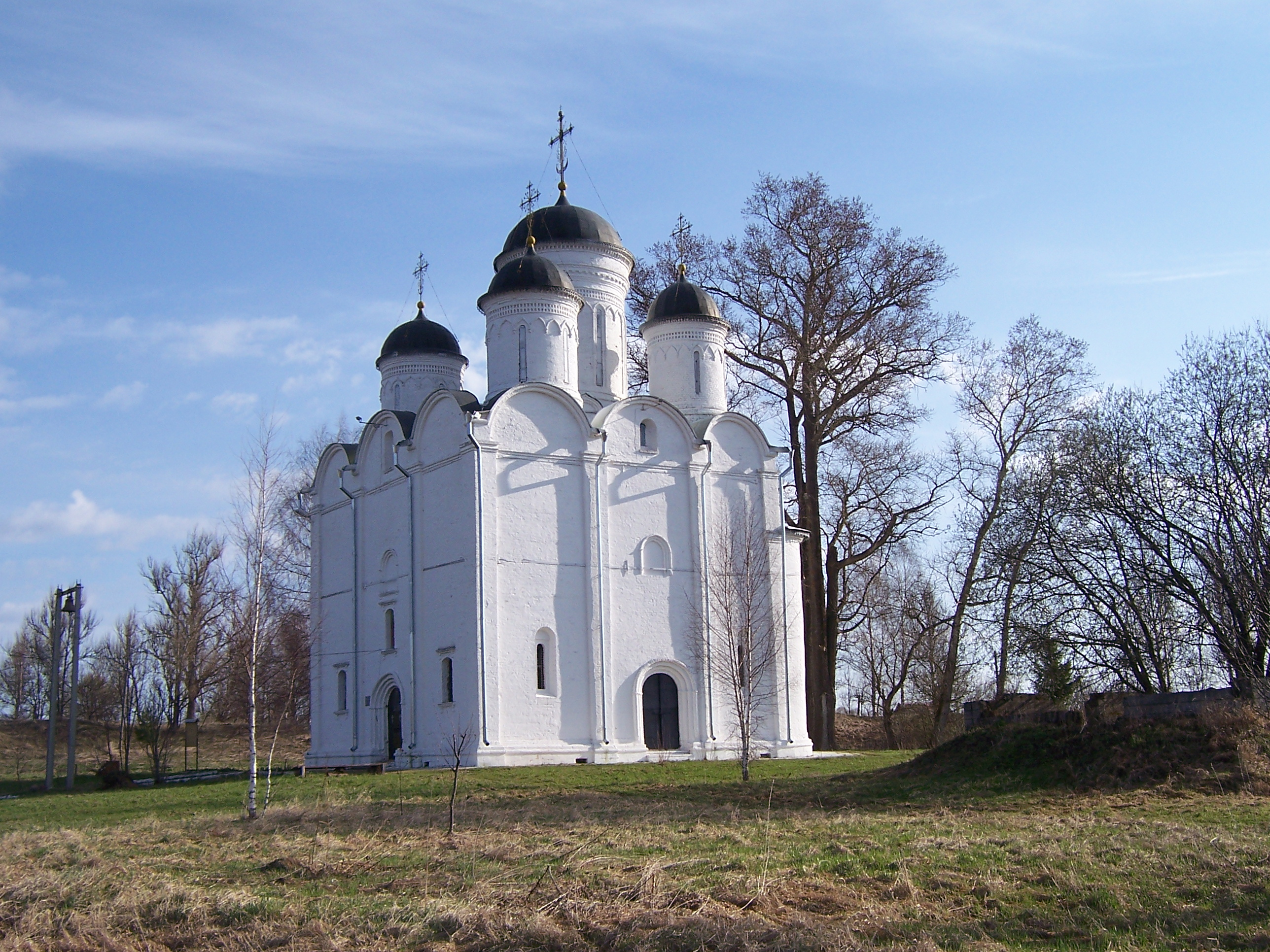
Возведённая в середине XVI века на средства князя Телятевского церковь Михаила Архангела в Микулине, которая служила фамильной усыпальницей

Теля́тевские — угасший княжеский род, отрасль князей Микулинских, Рюриковичи, владельцы Телятевского княжества.
Последние в мужском колене потомки князей Тверских. Род внесён в Бархатную книгу.
В документах конца XVI и начала XVII веков многие из Телятевских проходят как «Микулинские», т.к. после смерти последнего князя Микулинского в 1544 г. по какой-то салической традиции унаследовали родовое владение Микулин.
От племянника Михаила Фёдоровича боярина Ивана Андреевича по прозвищу Пунко происходят князья Пунковы (извелись в первом же поколении).

## Известные представители
Родословная роспись по А. Б. Лобанову-Ростовскому.
| №                              | Имя, Отчество                      | № отца | Примечание |
| ------------------------------ | ---------------------------------- | ------ | --- |
| 1                              | Фёдор Александрович                |        | Родоначальник, второй сын князя Александра Фёдоровича Микулинского, живший в первой половине XV века, был родоначальником князей Телятевских.                                   |
| 2                              | Михаил Фёдорович (ум. 1510)        | 1      | Боярин сначала у тверского князя, а затем получил боярство и от Ивана III. |
| 3                              | Андрей Федорович                   | 1      | |
| 4                              | Юрий Фёдорович                     | 1      | |
| 5                              | Василий (Иван?) Фёдорович          | 1      | |
| 6                              | Иван Михайлович Большой (ум. 1512) | 2      | Боярин (1495) |
| 7                              | Иван Михайлович Меньшой            | 2      | Имел прозвище Ватута, а его потомки назывались Ватутины (в ряде источников «Вашутины»). Воевода и боярин.                                                                       |
| 8                              | Иван Андреевич Пунко               | 3      | Воевода и Боярин. |
| 9                              | Пётр Иванович (ум. 1566)           | 7      | Боярин (1563-1565), опричный воевода, который руководил обороной Полоцка от Стефана Батория в 1579 году.                                                                        |
| 10                             | Дмитрий Иванович                   | 7      | Воевода. |
| 11                             | Василий Иванович                   | 7      | Наместник в Брянске (1564-1566), опричный воевода (1569-1574). |
| 12                             | Семён Иванович Пунков              | 8      | Активный участник казанских походов, пожалован в бояре (1549), от брака с Евдокией детей не имел.                                                                               |
| 13                             | Дмитрий Иванович (ум. 1552)        | 8      | Убит при взятии Казани. |
| 14                             | Иван Иванович Пунков               | 8      | |
| 15                             | Константин Иванович Пунков         | 8      | |
| 16                             | Андрей Петрович (ум. 1569)         | 9      | Сын боярский и голова, затем опричный воевода. |
| 17                             | Иван Петрович Зубан                | 9      | В 1569 году по росписи больших воевод первый воевода Большого полка в Калуге.                                                                                                   |
| 18                             | Тимофей Дмитриевич                 | 10     | В ноябре 1563 года ездил девятым за Государём в Полоцком походе. |
| 19                             | Иван Дмитриевич                    | 10     | |
| 20                             | Фёдор Дмитриевич                   | 10     | |
| 21                             | Яков Андреевич                     | 16     | Рында и голова. |
| 22                             | Андрей Андреевич (ум. 1612)        | 16     | По прозвищу Хрипун, пожалованный Борисом Годуновым в бояре (1600), упомянут в числе перешедших на сторону самозванца Петрушки. Одним из его крепостных был Иван Болотников.     |
| 23                             | Фёдор Андреевич                    | 22     | Сстольник и воевода в Астрахани, где и умер в 1645 году. Похоронен в Кирилло-Белозерском монастыре, в Епифаньевской усыпальнице. С его смертью пресёкся род князей Телятевских. |
| 24                             | Ирина Андреевна                    | 22     | Замужем за Яковом Никитичем Головиным. |
| Княжеский род Телятевских угас |                                    |        | |
| 25                             | Матвей Васильевич                  | 11     | В поколенной росписи не указан. Упомянут в поколенной росписи М.Г. Спиридова. В 1581 году на бракосочетании Ивана Грозного с Марией Фёдоровной Нагово нёс первым бархат.        |